# Sawin (Bułgaria)
Sawin (bułg. Савин) – wieś w Bułgarii, w obwodzie Razgrad, w gminie Kubrat. W 2023 roku liczyła 478 mieszkańców.